# Luciano Odorisio
Luciano Orodisio (Chieti, 7 de març de 1942) és un actor, guionista i director de cinema i televisió italià.

## Biografia
Molt jove, va marxar a Roma, on es va formar professionalment. Va treballar per a diversos guionistes i fou assistent de direcció de Paolo i Vittorio Taviani, Folco Lulli, Maurizio Ponzi, Marco Ferreri, Francesco Maselli, Silverio Blasi i altres.
El 1961 va ser ajudant de direcció per la pel·lícula  Scano Boa, dirigida per Renato Dall'Ara. A la dècada dels seixanta va interpretar diverses pel·lícules com a actor, inclòs un paper al western d'Enzo G. Castellari Vado... l'ammazzo e torno i Uccideva a freddo, de Guido Celano, director-actor, també originari dels Abruços, amb qui estableix una col·laboració professional i humana de manera que molt que després el vol com a actor en les seves primeres pel·lícules: Educatore autorizzato, Sciopèn i Via Paradiso.
Després de la seva pel·lícula de debut Educatore autorizzato (1980), que va guanyar el Premi Rizzoli com a "Millor pel·lícula de debut 1980" i un premi al Festival du Cinema Italien de Niça, va dirigir Sciopèn (1982), amb Michele Placido, una pel·lícula que va aconseguir un èxit moderat a l'estranger i el Lleó d'Or a Venècia com a "Millor primer o segon treball". La pel·lícula marca el debut a la gran pantalla de Giuliana De Sio i Anna Bonaiuto.
A continuació, segueix Magic Moments amb Stefania Sandrelli, que veu del debut de Sergio Castellitto, i La monaca di Monza, que reconstrueix la història de Virginia de Leyva.
Odorisio experimenta amb diferents gèneres, escrivint els guions de gairebé totes les seves obres, entre d'altres la comèdia negra Ne parliamo lunedì amb Elena Sofia Ricci, qui amb aquesta pel·lícula va guanyar el David di Donatello a la millor actriu protagonista. Posteriorment va dirigir la minisèrie de Raiuno Una famiglia in giallo i el 1997 va dirigir la versió televisiva Uno sguardo dal ponte d'Arthur Miller.
El 2004 va dirigir Guardiani delle nuvole, basat en el conte d'Angelo Cannavacciuolo, i va guanyar al Festival Internacional de Cinema del Caire. Posteriorment ha dirigir la minisèrie Mio figlio (2005), amb Lando Buzzanca, i el 2008 per Canale 5 Io non dimentico i Il sangue e la rosa. El 2013 dirigí les minisèries Casa e bottega i Pupetta - Il coraggio e la passione.
El 2018 va publicar el seu primer llibre amb l'editorial Il Viandante, titulat Non invecchieremo mai, un recull de nou contes.

## Filmografia

### Director

#### Cinema
- L'educatore autorizzato (1980)
- Sciopèn (1982)
- Magic Moments (1984)
- Sabatoventiquattromarzo - Documental (1984)
- La monaca di Monza (1987)
- Via Paradiso (1988)
- Ne parliamo lunedì (1989)
- Senza movente (1999)
- Guardiani delle nuvole (2004)

#### Televisió
- Una famiglia in giallo (1991)
- Corpi speciali (1993)
- Uno sguardo dal ponte (1997)
- I ragazzi di San Miniato (2002)
- Mio figlio (2005)
- Io non dimentico (2008)
- Il sangue e la rosa (2008)
- Io e mio figlio - Nuove storie per il commissario Vivaldi - 1 episodi (2010)
- Pupetta - Il coraggio e la passione - Minièrie, 4 episodis (2013)

### Actor
- Uccideva a freddo, de Guido Celano (1967)
- Mercanti di vergini, de Renato Dall'Ara (1969)
- La llavor de l'home, no acreditat, de Marco Ferreri (1969)

## Reconeixements
- 1980: Premi Rizzoli com a “Millor opera prima” per Educatore autorizzato
- 1982: 39a Mostra Internacional de Cinema de Venècia – Lleó d'argent ""Millor primera o segona pel·lícula" per Sciopèn
- 1982: Festival Internacional de Cinema de Sant Sebastià 1982 – Primer premi com a “Millor pel·lícula de l'any” Sciopèn
- 1982: Globo d'oro a la millor pel·lícula per Sciopèn
- 2004: Festival Internacional de Cinema del Caire - Piràmid d'or com a "Millor pel·lícula de l'any" per Guardiani delle nuvole
- 2015: Orde de la Minerva
- 2019: Premi Penne al millor llibre a la secció "Escriptors del cinema" per Non invecchieremo mai[4]